# Peshitta

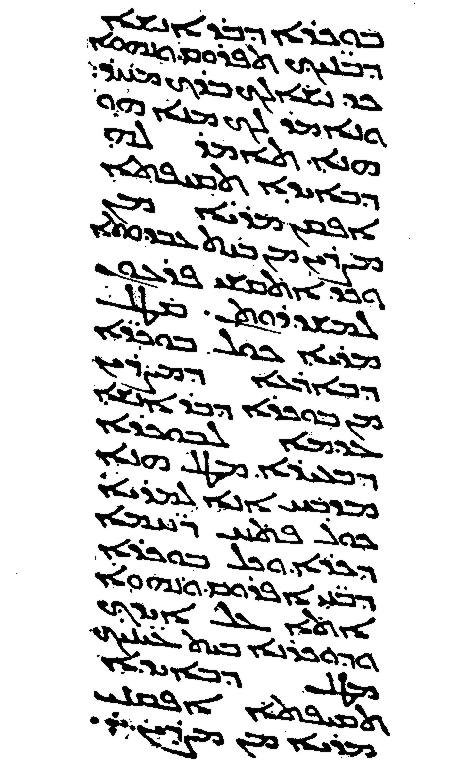
Exodus 13:14-16

De Peshitta (Syrisch: ܡܦܩܬܐ ܦܫܝܛܬܐ, mappaqtâ pšîttâ) is de standaardversie van de Bijbel in het Syrisch. 
De naam  'Peshitta' komt uit het Syrisch en betekent letterlijk 'eenvoudige versie'. Het kan echter ook vertaald worden als 'algemeen'. De Peshitta is geschreven in het Syrisch alfabet.
De eerste Syrische vertalingen van het Oude Testament gebeurden door joodse en joods-christelijke geleerden in de eerste twee eeuwen na Chr. De eerste vertaling van het Nieuwe Testament in het Syrisch gebeurde in 175 door Tatianus genaamd Diatessaron. Bisschop Theodoretus van Cyrrhus verzamelde in 423 alle kopieën van de Diatessaron en liet ze vervangen door wat men nu de vetus Syra noemt. De Peshitta is een bewerking van het oude Syrische materiaal om tot een uniforme versie van de Bijbel voor de Syrisch sprekende kerken te komen. Lange tijd werd aangenomen dat bisschop Rabbula van Edessa (gestorven 435) was verbonden met de productie van de Peshitta. Een onderzoek van Arthur Vööbus toonde echter aan dat de Peshitta reeds bestond voor Rabbula's tijd. Tegen de vijfde eeuw was de Peshitta de standaardbijbel voor de Syrisch sprekende kerken.
De kerken die de Peshitta gebruiken zijn o.a. de Syrisch-Orthodoxe Kerk van Antiochië, de Syrisch-Katholieke Kerk en de Assyrische Kerk van het Oosten.
Voor het Nederlandse taalgebied is van belang dat de vertaling van het Nieuwe Testament in de Evangelische Bijbelvertaling (EBV), van 2023, gebaseerd is op de Peshitta.

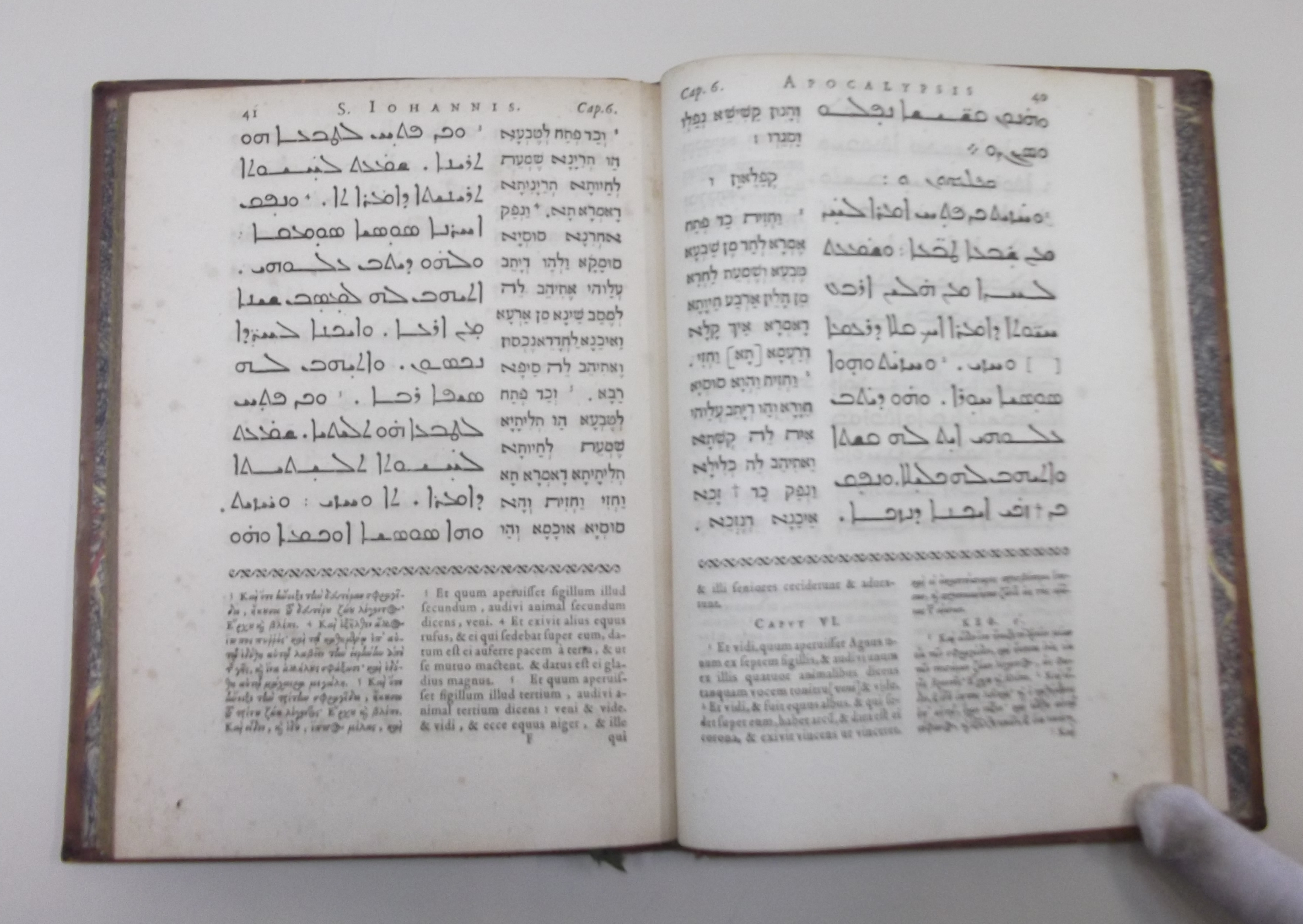
[BIJBEL. N.T. Openbaring. Polyglot.] Gelyānā ude-Yoḥanan qaddīsha, id est, Apocalypsis Sancti Iohannis. — Lugduni Batavorum : Ex Typ. Elzeviriana, 1627.